# مقاطعة ليك (إلينوي)
مقاطعة ليك (بالإنجليزية: Lake County)‏ هي إحدى المقاطعات في ولاية إلينوي في الولايات المتحدة الأمريكية.

## أعلام
- دانيال دنيس